# 赫努曼格尔县
赫努曼格尔县是印度的一個縣，位於該國西北部，由拉賈斯坦邦負責管轄，面積12,645平方公里，識字率為68.37%，2011年人口1,779,650，人口密度每平方公里141人。

## 外部連結
- Hanumangarh district Official website

29°34′48″N 74°19′12″E / 29.58000°N 74.32000°E